# Phanerotoma interstitialis
Phanerotoma interstitialis är en stekelart som beskrevs av Herbert Zettel 1989. Phanerotoma interstitialis ingår i släktet Phanerotoma och familjen bracksteklar. Inga underarter finns listade i Catalogue of Life.